# Liste des dirigeants actuels des entités de Bosnie-Herzégovine
 (décembre 2021).
Cette page dresse la liste des dirigeants des trois entités formant la Bosnie-Herzégovine. Cette liste est complétée par celle des dirigeants des dix cantons formant la fédération de Bosnie-et-Herzégovine.

## Dirigeants des divisions politiques
| Entité                              | Statut                    | Nom                            | Depuis (le)        |
| ----------------------------------- | ------------------------- | ------------------------------ | ------------------ |
| Fédération de Bosnie-et-Herzégovine | Président                 | Marinko Cavara                 | 9 février 2015     |
| Fédération de Bosnie-et-Herzégovine | Premier ministre          | Nermin Niksic                  | 17 mars 2011       |
| République serbe                    | Président                 | Milorad Dodik                  | 15 novembre 2010   |
| République serbe                    | Premier ministre          | Željka Cvijanović              | 13 mars 2013       |
| Brčko                               | Superviseur international | David M. Robinson (États-Unis) | 1er septembre 2014 |
| Brčko                               | Maire                     | Anto Domic                     | 23 novembre 2012   |

## Chefs de canton de la fédération de Bosnie-et-Herzégovine
| Canton                   | Nom                 | Depuis (le)       |
| ------------------------ | ------------------- | ----------------- |
| Bosnie-Centrale          | Tahir Lendo         | 10 mai 2011       |
| Bosnie-de-l’Ouest        | Branko Ivkovic      | 9 décembre 2013   |
| Herzégovine-de-l’Ouest   | Zdenko Cosic        | 16 septembre 2010 |
| Herzégovine-Neretva      | Denis Lasic         | 9 novembre 2011   |
| Podrinje-Bosnien-Goražde | Emir Okovic         | 8 janvier 2015    |
| Posavina                 | Marijan Klaic       | 26 mars 2015      |
| Sarajevo                 | Elmedin Konakovic   | 23 mars 2015      |
| Tuzla                    | Bego Gutic          | 20 février 2015   |
| Una-Sana                 | Izudin Saracevic    | 12 février 2015   |
| Zenica-Doboj             | Miralem Galijasevic | 11 mars 2015      |